# Talger

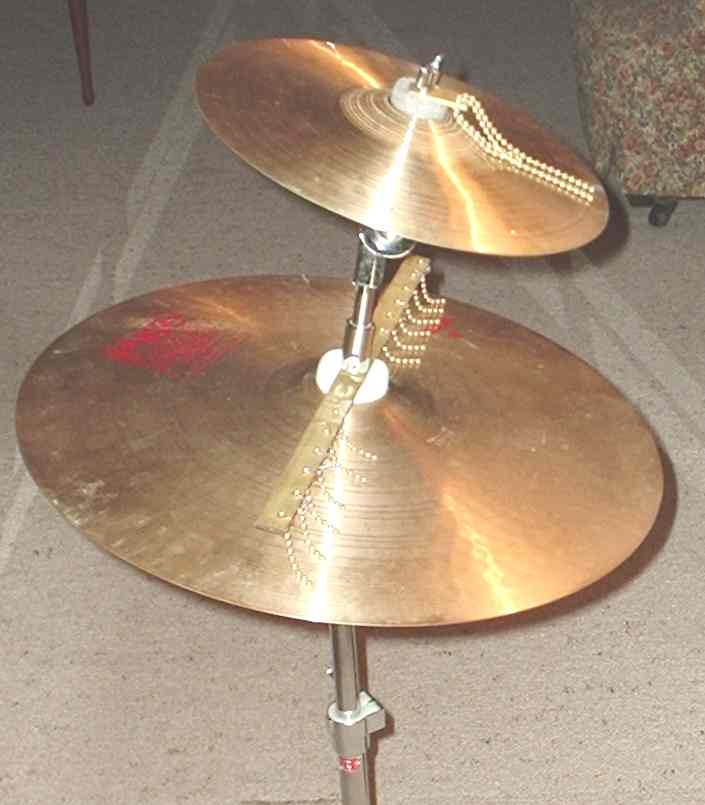
Talgere

Cinele sau talgerele sunt discuri din metal care pot fi fixate pe un stativ și acționate cu bețele, printr-o pedală sau chiar cu mâna. Sunt folosite în alcătuirea setului de tobe (baterii) sau pot fi folosite separat pentru acompanierea fanfarei sau în alte situații.